# Gýgés
Gýges (akkadsky Guggu) byl starověký lýdský král (asi 716 – 678 př. n. l.), který založil dynastii Mermnovců. Gýgés je zpola mytickou postavou řecko-římské antiky, soudobé asyrské prameny však dokládají jeho existenci.

## Převzetí vlády
Na počátku 7. století př. n. l. se po útocích kočovných Kimmeriů zhroutil dosavadní politický řád na západě Malé Asie. Frýgové a různí vojenští vůdci, kteří mohli zajistit stabilitu v regionu, začali vytvářet nová menší království. V této době vstupuje do dějin i muž jménem Gýgés, který se stal panovníkem v Lýdii.

### Legendy
Jak se Gýgés dostal k moci, není přesně známo. Jeho příběh tradují antičtí spisovatelé ve třech odlišných verzích, z nichž dvě spadají do kategorie mýtů. Podle Filostrata měl Gýgés zázračný prsten, s jehož pomocí svedl královu manželku, zbavil se krále a zmocnil se trůnu. Nejrozšířenější verze Gýgova příběhu se zakládá na několika Platónových zmínkách a potom také na údajích u Lúkiana a Cicerona. V tomto podání je Gýgés pastýřem ve službách lýdského krále Kandaula. V jeskyni najde prsten, nasadí si ho, a když s ním později náhodně otočí, ke svému velkému překvapení se stane neviditelným. Je mu jasné, že toho může využít, a také to udělá. Potírá nepravosti, usvědčuje lháře a podvodníky a předchází zlu. Za tyto skutky jej král Kandaulés jmenuje svým prvním služebníkem. Po Kandaulově násilném odstranění velitelem osobní stráže se Gýgés stane královniným spoluvládcem a později se s ní i ožení.

### Hérodotova verze
Nejracionálnější verzi Gýgova nástupu na trůn podává otec dějepisu Hérodotos. Podle něj byl Gýgés, syn Daskylův, vojákem osobní stráže krále Kandaula a nebyl nikterak nevýznamným. Králův vztah k němu byl důvěrný, svěřoval se mu s nejdůležitějšími záležitostmi a často s ním rozmlouval, mimo jiné i o ženách, dokonce i o své manželce. Král tvrdil, že jeho žena je nejkrásnější ze všech a Gýgés s tím souhlasil. Kandaulés namítal, že jen opakuje jeho slova a že by bylo dobré, aby se o tom osobně přesvědčil. Proto zinscenoval Gýgovi možnost ji večer v ložnici spatřit nahou. Královna na to přišla a považovala to za zneuctění. Gýgés si měl vybrat: buď zaplatí za skutek životem on sám, nebo zemře král. Vybral si druhou možnost. Zavraždil Kandaula a stal se lýdským králem.

## Vláda
Historický Gýgés vládl v první polovině 7. století př. n. l. Je možné, že se s pomocí manželky posledního krále z rodu Herakleovců opravdu dostal k moci, tak jak to popisuje Hérodotos, pravda nebude patrně známa nikdy. Podle dochovaných zpráv se jednalo o energického a cílevědomého panovníka. Lýdii a její hlavní město Sardy přivedl k rozkvětu. V roce 679 př. n. l. porazil Kimmerie a svoji pozornost obrátil k řeckým městům na západním pobřeží Malé Asie. Města Mílétos a Smyrna odolala, ale město Kolofón bylo dobyto. S novým egyptským panovníkem Psammetikem I. uzavřel Gýgés smlouvu, v níž se zavázal poskytnout Egypťanům vojenskou pomoc proti Asýrii. Svůj postoj k Asyřanům však musel změnit. Po opětovném útoku Kimmeriů požádal krále Aššurbanipala (668–627 př. n. l.) o pomoc, která mu byla poskytnuta. Přesto se boj pro Lýdii nevyvíjel dobře. Kimmeriové, jimž velel Lygdamis, porazili lýdskou armádu a Gýgés byl zabit. Asýrii se nakonec podařilo Kimmerie porazit.
Gýgovým nástupcem se stal jeho syn Ardys II., jinak málo známý král. Gýgés je údajně pochován v údolí řeky Gediz na královském pohřebišti Bin Tepe. V době jeho vlády, přibližně okolo roku 660 př. n. l., se začaly razit první mince na světě.